# Huset Hrvatinić
Hrvatinić var en medeltida bosnisk adelsätt som regerade över olika delar av Bosnien och Kroatien från 1200-talet fram till slutet av 1400-talet. Titlar som ätten innehade under sin tid inkluderar ban (vicekung), kung, vojvoda (hertig) och knez (furste). Dess kändaste medlem var Hrvoje Vukčić.
De tillhörde den Bosniska heterodoxa Kyrkan som tillhörde den katarska rörelsen i Europa och hade band med franska katarer och italienska patariner. 
Den sista medlemmen på svärdssidan var Matija Vojsalić som sist omnämns i republiken Dubrovniks arkiv år 1476. Han blev utnämnd till Bosniens kung av den osmanska riket. Detta var osmanernas gensvar till att Nikola Iločki utsetts till Bosniens kung av Ungerns kung Matthias Corvinus. Matija Vojsalić blev avsatt efter att ha konspirerat med Matthias Corvinus mot osmanerna och omnämns inte efter det.